# Matías Piñeiro
Pour les articles homonymes, voir Piñeiro.
Matías Piñeiro, né le 11 mai 1982 à Buenos Aires, en Argentine, est un réalisateur et scénariste argentin, connu pour Viola (2012), Todos mienten (2009) et El Hombre robado (2007).

## Filmographie

### Comme réalisateur et scénariste
- 2007 : A propósito de Buenos Aires
- 2007 : El Hombre robado (The Stolen Man)
- 2009 : Todos mienten (They All Lie)
- 2011 : Rosalinda (court métrage)
- 2012 : Viola
- 2014 : La princesa de Francia (The Princess of France)
- 2016 : Hermia & Helena
- 2020 : Isabella